# Ålands landskommun
Ålands landskommun var en tidigare kommun i Uppsala län. 

## Administrativ historik
Kommunen inrättades i Ålands socken i Hagunda härad i Uppland när 1862 års kommunalförordningar trädde i kraft 1863. 
Vid kommunreformen 1952 gick den upp i Norra Hagunda landskommun, som 1971 uppgick i Uppsala kommun. 